# Vitali Primakov

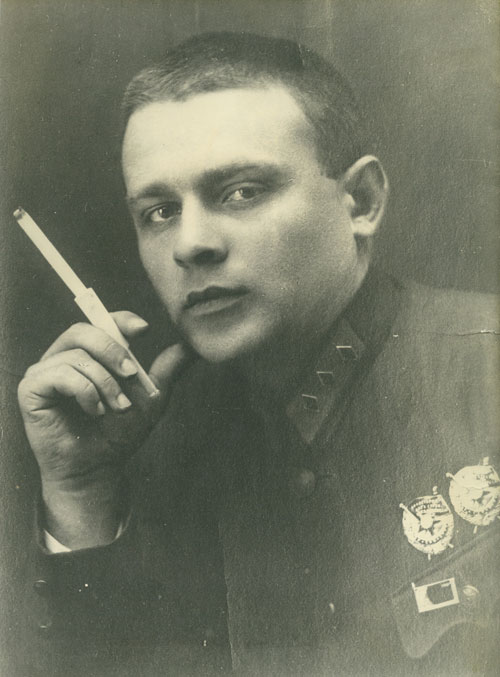
Vitali Primakov, midden jaren twintig

Vitali Markovitsj Primakov (Russisch: Виталий Маркович Примаков) (Semenivka, Oekraïne, 3 december 1897 - Moskou, 12 juni 1937) was een opperbevelhebber van het Rode Leger (Sovjet-Unie) en slachtoffer van Jozef Stalins Grote Zuivering. 

## Leven
Primakov was de zoon van een dorpsonderwijzer. In 1914 sloot hij zich aan bij de Russische Sociaaldemocratische Arbeiderspartij, werd vervolgens in 1915 gearresteerd vanwege het verspreiden van anti-oorlogspropaganda en verbannen naar Siberië. Tijdens de Februarirevolutie (1917) kwam hij vrij en werd hij lid van het Bolsjewistische comité van Kiev en als zodanig afgevaardigde op het 'Tweede congres van de Sovjets'. Tijdens de Oktoberrevolutie was hij een van de squadronaanvoerders die de aanval op het Winterpaleis leidden.
Kort na de revolutie streed Primakov als squadron-aanvoerder tegen de tsaristische troepen van generaal Krasnov. Tijdens de Russische Burgeroorlog bevocht hij als legercommandant van onder meer rode Kozakkentroepen de Witten, op meerdere fronten, onder andere bij Chmelnytsky in Oekraïne en in Basmatsji. Voor dat laatste kreeg hij de Orde van de Rode Banier toegekend.
Na de burgeroorlog studeerde Primakov aan de Hogere Militaire Academie in Leningrad, om vervolgens, in 1924-1925 hoofd van de Cavalerie-opleiding te worden. In 1925 werd hij naar China uitgezonden en werd daar adviseur in het leger van Sun Yat-sen, in 1927 was hij militair attaché en opperbevelhebber in Afghanistan en van 1929 tot 1930 was hij militair attaché in Japan.
Primakov stond bekend als een aantrekkelijke, flamboyante en avontuurlijke man en bovendien nog een talentvol schrijver van verhalen en gedichten. In de herfst van 1930 leerde hij de voormalige muze van  Majakovski Lili Brik kennen en kort daarna traden ze met elkaar in het huwelijk. Begin jaren dertig bracht zijn beroep hem, samen met Lili, naar verschillende plaatsen binnen en buiten de Sovjet-Unie. Het voorjaar van 1933 brachten ze bijvoorbeeld door in Berlijn, waar Primakov moderne krijgstechniek studeerde. De contacten die hij daar opdeed leken hem later noodlottig te worden. In 1936, kort na zijn benoeming tot opperbevelhebber van het Rode Leger in de regio Leningrad, werd hij gearresteerd op beschuldiging van spionage voor de Duitsers en deelname aan een Trotskistische organisatie. Samen met zeven andere topofficieren, onder wie maarschalk Toechatsjevski, werd hij op 11 juni 1937 tijdens de Moskouse Processen ter dood veroordeeld en de volgende dag geëxecuteerd. Later bleek dat de bekentenissen van de veroordeelde militairen door foltering waren afgedwongen.
Primakov werd in 1957, tijdens Chroesjtsjovs ‘dooi’, gerehabiliteerd.